# Valdeprado (Cantabria)
Valdeprado es una localidad del municipio de Pesaguero (Cantabria, España). En el año 2024 contaba con una población de 24 habitantes (INE). La localidad se encuentra a 833 metros de altitud sobre el nivel del mar, y a 5 kilómetros de la capital municipal, Pesaguero. De su patrimonio destaca un hórreo y una casa del siglo XVII. Entre esta localidad y la de Salceda, en el vecino municipio de Polaciones, hay un puerto de montaña llamado «Collado de la Cruz de Cabezuela», que alcanza una altura de 1.153 m s. n. m. En este puerto hay tres miradores que permiten vistas panorámicas sobre los Picos de Europa y Peña Labra: uno de ellos el del Jabalí (a 1.100 m); otro es el del Zorro o Mirador del km. 3 (a unos 1.100 m). Desde esta localidad se puede subir el Puerto de Piedrasluengas (1.354 m s. n. m.), en cuyo alto queda un tercer mirador. Valdeprado es también el nombre del valle que recorre el río Buyón o Bullón, que nace en Piedrasluengas, pasando por las localidades de Valdeprado, Pesaguero, Cabezón y Frama, hasta su unión con el Deva en Ojedo. Cuando se formaron los ayuntamientos constitucionales en el siglo XIX, el valle quedó dividido en dos municipios: el de Pesaguero y el de Cabezón de Liébana.